# 惡夜追殺令
《惡夜追殺令》（英語：From Dusk till Dawn）是一部1996年美國動作恐怖片，由勞勃·羅里葛茲執導，昆汀·塔倫提諾根據勞勃·克茲曼構思的故事編寫劇本，哈維·凱托、喬治·克隆尼、塔倫提諾、茱莉葉·路易絲、切奇·馬林、佛瑞德·威廉森和莎瑪·海耶克主演。劇情講述一對美國犯罪兄弟（克隆尼和塔倫提諾飾演）犯下劫案後挾持一家人潛逃至墨西哥，但最終發現自己被困在滿是吸血鬼的酒吧中。
電影於1996年1月17日在美國上映，受到影評界褒貶不一的評價，普遍認為該片製作精良，但過於暴力；受到粉絲愛戴的《惡夜追殺令》之後取得邪典電影地位。在票房取得成功後，推出了續集電影、電子遊戲和電視劇等多媒體系列作。

## 劇情
正在逃亡的銀行劫匪兄弟賽斯和瑞奇·蓋可劫持了一家酒類商店，在槍戰中殺死了店員皮特·巴頓和德州巡警厄爾·麥格勞。他們離開時無意中摧毀了該建築物。在兄弟倆藏身的汽車旅館房間裡，賽斯外出買餐點回來後發現瑞奇強姦並殺死了劫為人質的女行員，這讓前者非常生氣。
因妻子去世而為信仰困惑的牧師雅各·福勒正開著房車，帶著十幾歲的孩子史考特和凱特外出度假。停在汽車旅館的他們遭蓋可兄弟綁架，迫使福勒將他們走私越過墨西哥邊境。在墨西哥，他們抵達沙漠中的脫衣舞俱樂部乳浪（Titty Twister），黎明時分，他們的聯繫人卡洛斯將在那與兄弟倆會面。再來，卡洛斯會護送他們到名為「艾爾雷」（El Rey）的避難所，這裡是逃犯的安全之地，他們的入場費是他們全部錢的30%。瑞奇抱怨30%太高，賽斯告訴他這是規矩而沒有商量餘地。
一場鬥毆使酒吧裡的員工顯露出吸血鬼的真實面貌並殺死了大部分顧客。瑞奇被脫衣舞孃桑妮可·潘德莫尼尤姆咬傷，疑似死去，但桑妮可被賽斯利用上方掉落的吊燈刺穿而死。最後只剩賽斯、雅各、史考特、凱特、名為性愛機器的摩托車手和越戰老兵佛斯特倖存下來。其他人重生為吸血鬼，包括瑞奇，這讓賽斯忍痛殺了自己的弟弟。當蝙蝠形態的吸血鬼大軍在外面集結時，倖存者們將自己鎖在裡面；但性愛機器被咬後變成吸血鬼並咬了佛斯特和雅各。佛斯特將性愛機器扔出門外，意外讓吸血鬼們闖入，佛斯特接著也變成了吸血鬼。
賽斯、凱特和史考特逃到了一間儲藏室，緊隨其後的是受傷但還活著的雅各；雅各藉由一把獵槍和一根木樁架成十字架來讓吸血鬼無法靠近。在儲藏室裡，他們用吸血鬼從過去的受害者那掠奪的卡車貨物製成武器，包括安裝在電鑽上的木樁、弩和聖水，再加上雅各的祝福將其加持。雅各知道他很快就會變成吸血鬼，讓史考特和凱特承諾在自己變身時下殺手。
四人出門對吸血鬼們展開最後的攻擊。性愛機器變異成一隻像老鼠一樣的大型生物並攻擊賽斯，但被後者與凱特聯手殺死。雅各變成了一名吸血鬼，但史考特猶豫下手，使雅各趁機咬了他一口，之後史考特用聖水攻擊雅各並射殺了他。史考特被大批吸血鬼圍攻；他乞求死亡，凱特向他開槍。當吸血鬼包圍著凱特和賽斯時，晨光從建築物的彈孔射入，讓吸血鬼退避三舍。卡洛斯抵達，並讓他的保鑣炸開了門，讓陽光照射進來，殺死了屋內所有的吸血鬼。
賽斯責備卡洛斯在會議地點選擇不當，並重新談判他進入艾爾雷的報酬。凱特問賽斯是否可以和他一起去艾爾雷，但在給她一些現金後拒絕。凱特開著房車離開後，乳浪俱樂部顯露出全貌——是一座半掩埋的阿茲特克神廟頂部。

## 演員
- 哈維·凱托飾演雅各·福勒（Jacob Fuller）
- 喬治·克隆尼飾演賽斯·蓋可（英语：Seth Gecko）
- 昆汀·塔倫提諾飾演理察·「瑞奇」·蓋可（Richard "Richie" Gecko）
- 茱莉葉·路易絲飾演凱薩琳·福勒（Katherine Fuller）
- 莎瑪·海耶克飾演桑妮可·潘德莫尼尤姆（Santanico Pandemonium）
- 切奇·馬林飾演邊防守衛（Border Guard）／切特小妞（Chet Pussy）／卡洛斯（Carlos）
- 丹尼·崔喬飾演剃刀查理（Razor Charlie）
- 佛瑞德·威廉森飾演佛斯特（Frost）
- 湯姆·薩維尼飾演性愛機器（Sex Machine）
- 麥可·帕克斯（英语：Michael Parks）飾演德州巡警厄爾·麥格勞（Texas Ranger Earl McGraw）
- 約翰·薩克森飾演FBI探員史丹利·蔡斯（FBI Agent Stanley Chase）
- 馬克·勞倫斯（英语：Marc Lawrence）飾演老時光汽車旅館老闆
- 凱莉·普瑞斯頓飾演新聞主播凱莉·豪格（Newscaster Kelly Houge）
- 約翰·霍克斯飾演皮特·巴頓（Pete Bottoms）
- 歐內斯特·劉（Ernest Liu）飾演史考特·福勒（Scott Fuller）
- 提托和狼蛛（英语：Tito & Tarantula）飾演乳浪之家樂團（The Titty Twister House Band）

## 發行
《惡夜追殺令》1996年1月17日在美國上映。美國上映首週取得1024萬美元的票房，成為當週票房最高的電影。隔週，電影以485萬美元跌至第三名。美國總票房達2583萬美元，加上國際的3350萬美元，全球票房總計5933萬美元。
1996年5月1日，該片在愛爾蘭被禁；愛爾蘭電影審查委員會負責人希姆斯·史密斯（Sheamus Smith）指出主因為「不負責任且完全無緣無故」的暴力，他認為在當時最近發生的鄧布蘭和亞瑟港大屠殺之後，這種暴力行為尤其不合時宜。2004年1月27日，授予18級證書（限制級）的影帶在該國發行。

## 外部連結
- 互联网电影数据库（IMDb）上《惡夜追殺令》的资料（英文）
- AllMovie上《惡夜追殺令》的资料（英文）
- Box Office Mojo上《惡夜追殺令》的資料（英文）
- 爛番茄上《惡夜追殺令》的資料（英文）
- Metacritic上《惡夜追殺令》的資料（英文）
- AllMovie上《From Dusk till Dawn》的资料（英文）